# Chibchacris furcata
Chibchacris furcata är en insektsart som beskrevs av Morgan Hebard 1923. Chibchacris furcata ingår i släktet Chibchacris och familjen gräshoppor. Inga underarter finns listade i Catalogue of Life.